# Elliptio beadleiana
Elliptio beadleiana är en musselart som beskrevs av Lea. Elliptio beadleiana ingår i släktet Elliptio och familjen målarmusslor. Inga underarter finns listade i Catalogue of Life.